# Kraut- und Braunfäule

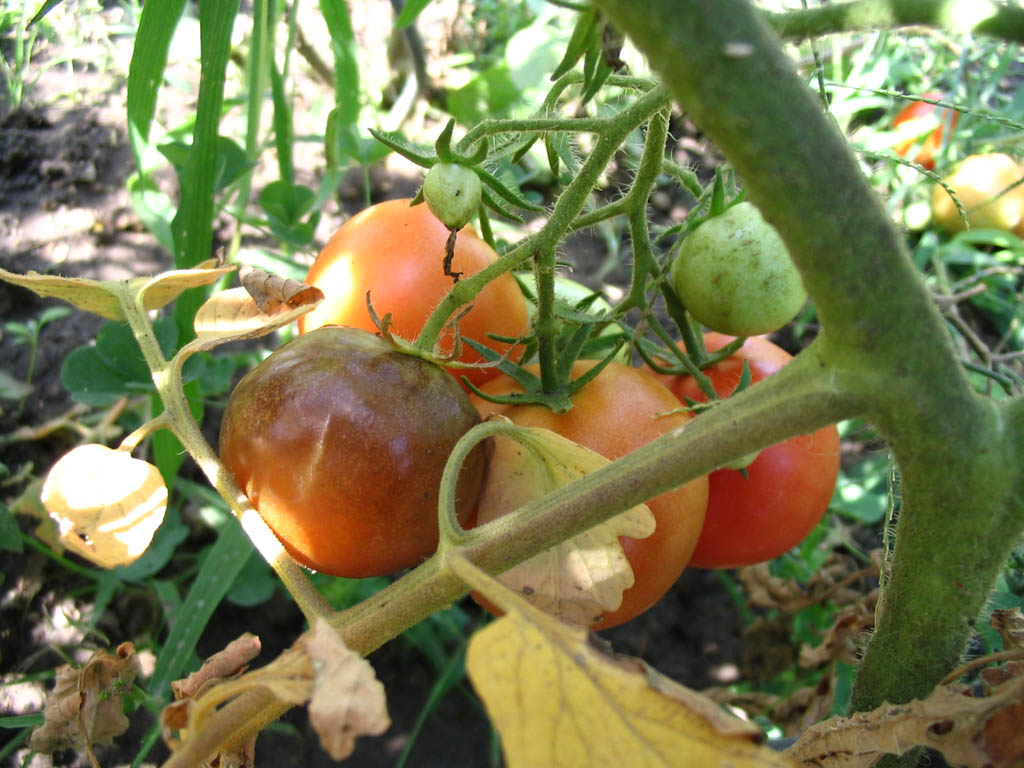
Braunfäule an der Frucht

Die Kraut- und Braunfäule ist eine der häufigsten Krankheiten an Tomatenpflanzen.

## Verursacher und Beschaffenheit
Sie wird – wie die Kraut- und Knollenfäule bei Kartoffeln – durch Befall mit dem Schädlingspilz Phytophthora infestans verursacht. Der Erreger wird meist mit Regen- oder Gießwasser vom Boden auf die Pflanze übertragen. Die Kraut- und Braunfäule bewirkt ein rapides Bräunen und Verwelken des Blattwerkes und der Tomatenfrüchte kurz vor der Erntereife.

## Bekämpfung
- Vorbeugend sind daher Tomatenpflanzen so zu kultivieren, dass Gießwasser auf den Boden oder – besser – in eingegrabene Töpfchen gegossen wird, sodass vom Boden nichts an die Pflanze hochspritzt. Außerdem ist die Pflanze zum Schutz gegen Regenwasser unter Dächern zu halten. Ein Hilfsmittel bietet auch ein „Tomatenhut“[1], welcher über der Tomatenpflanze einen Kleinst-Regenschutz bildet.
- Vorbeugend kann mit Kupfersalz-Präparaten gespritzt werden.
- Ein vorbeugendes biologisches Spritzmittel besteht aus zerhackten Rhabarberblättern, welche mit kochendem Wasser übergossen werden. Nach dem Abkühlen wird dies durchgesiebt und auf die Tomaten gesprüht.
- Mulch (Stroh, Holzhäcksel, Heu etc.) verhindert, dass das Wasser Bodenpartikel hochspritzt, sodass der Erreger nur schwer an die Pflanze kommt.
- auch lebender Mulch (Unterpflanzung von günstig wechselwirkenden Kräutern oder Gemüsen) hat diesen Effekt. Siehe dazu Mischkultur.

### Verwechslungsmöglichkeiten
Ähnliche durch Schadpilze verursachte Krankheiten sind Alternaria solani (Dürrfleckenkrankheit), Stemphylium solani (Stemphylium-Blattfleckenkrankheit), Cladosporium fulvum (Samt- und Braunfleckenkrankheit), Fusarium oxysporum f. sp. lycopersici (Fusarium-Welke), Verticillium albo-atrum (Verticillium-Welke), Botrytis cinerea (Grauschimmelfäule), Phytophthora parasitica, Alternaria tomato, Septoria lycopersici, Sclerotium rolfsii, Colletotrichum-Arten und Botryosporium-Arten.
Weiterhin häufig und sortenabhängig ist die Blütenendfäule, die langsam und nur die Früchte von Blütenansatz befällt.